# Isa Gruner
Isa Gruner (* 14. November 1897 in Wilhelmshaven; † 20. August 1989 in Berlin) war eine deutsche Sozialarbeiterin.

## Leben und Wirken
Elisabeth, genannt Isa, Gruner besuchte, wie ihre zwei Schwestern auch, zuerst die Sophienschule Hannover und nach einem Umzug nach Berlin-Friedenau die dortige Private Roennebergsche Höhere Mädchenschule. Nach Abschluss des Städt. Lyceums Königin Luise Schule absolvierte sie eine Ausbildung zur Kindergärtnerin am renommierten Pestalozzi-Fröbel-Haus. Dazu wurde sie motiviert durch Erika Janensch, die von 1913 bis 1916 am Charlottenburger Jugendheim angestellt war. Nach ihrer Kindergärtnerinnenausbildung arbeitete sie ein Jahr in einem Kriegswaisenhaus in Legefeld, gefolgt von einer einjährigen Tätigkeit in einem städt. Kindergarten in Mülheim an der Ruhr mit Lehrauftrag an der dortigen Kinderpflegerinnenschule. 1918 übernahm sie in Berlin-Charlottenburg die Stelle einer Schulpflegerin und absolvierte zugleich die Wohlfahrtsschule des Sozialpädagogischen Seminars des Vereins Jugendheim e. V. Von 1920 bis 1929 war Isa Gruner im Wohlfahrts- und Jugendamt der Stadt Guben tätig, wo sie zusammen mit ihrer Kollegin Idamarie Solltmann das sozialarbeiterische Konzept der Familienfürsorge einführte und aufbaute. Nach Berlin zurückgekehrt unterrichtete sie an der Wohlfahrtsschule des Vereins Jugendheim und war zugleich leitende Mitarbeiterin in der Geschäftsführung des Vereins. 1934 wurde sie von den Nationalsozialisten all ihrer Ämter enthoben. Darüber schrieb Ingrid Roeder, Sozialsekretärin am Seminar für Soziale Arbeit im Pestalozzi-Fröbel-Haus, 1953 in einer Bescheinigung:
Isa Gruner (war) eine entschiedene Gegnerin des Nationalsozialismus. Ich erlebte, wie sie im März 1934 in einer von dem neuen nationalsozialistischen Führer, Herrn Spiewok, einberufenen Vollversammlung aller Mitarbeiter des Vereins Jugendheim offenen Protest gegen Beschimpfungen auf Anna von Gierke erhob und sich eindeutig gegen die neue nationalsozialistische Führung des Vereins Jugendheim bekannte…
Fortan betätigte sich Isa Gruner illegal zum Schutze verfolgter Menschen, insbesondere jüdischer Kinder. Sie übernahm die Verantwortung für das zum Verein Jugendheim gehörende Landjugendheim Finkenkrug, das 1921 von Anna von Gierke und Martha Abicht ins Leben gerufen wurde. Die beiden Frauen kauften in Finkenkrug einige Morgen Land. Im Sommer 1922 wurde eine geräumige Baracke aufgestellt und bereits ein Jahr später konnte die Erholungsstätte, zunächst für Angestellte und Schülerinnen des Vereins Jugendheim, seinen Betrieb aufnehmen.
In der Zeit des Nationalsozialismus fanden mindestens 15 jüdische Kinder im Landjugendheim Finkenkrug Unterschlupf, wovon einige in Zusammenarbeit mit den Quäkern in ein Landerziehungsheim nach Süd-England, nach Schweden und in die USA gebracht wurden. Isa Gruner selbst begleitete 1938 und 1939 Kinder nach England, die zum Teil Unterkunft in der Stoatley Rough School, gegründet und geleitet von Hilde Lion, fanden. Auch übernahm sie die Vormundschaft eines jüdischen Mädchens, Christa Schmey, dessen Mutter man im KZ Ravensbrück umbrachte. Um neben der illegalen Arbeit Geld zu verdienen, arbeitete Isa Gruner für einige Wochen in einer Bank in Königsberg und übernahm die Geschäftsführung einer Schnellbesohlungsanstalt (mit einem Meister, drei Gesellen und der Frau des Meisters) in Potsdam, die ihr von einer in die USA emigrierten Freundin überlassen wurde.
In der Zeit des Nationalsozialismus betätigte sich Isa Gruner auch noch als pädagogische Referentin und Schriftstellerin, wobei sie sich insbesondere in Elternschulungen für das kindliche Spiel einsetzte. Ihr „Schulungsblatt“ Mütter, laßt Eure Kinder spielen erhielt seinerzeit positiven Zuspruch.
Im September 1943 fand in ihrer Wohnung in der Berliner Carmerstraße der bekannte Tee statt, der von der inzwischen verstorbenen Anna von Gierke ins Leben gerufen und nun von Isa Gruner weiter geführt wurde. Während dieser Zusammenkunft wurden, wie Isa Gruner in ihrer unveröffentlichten Autobiographie berichtet,
Elisabeth von Thadden und ihre Freundeskreis von einem nationalsozialistischen Spion Dr. Reckzeh verraten. Kurze Zeit danach kamen alle Teilnehmer in das K.Z. Otto Kiep und Elisabeth von Thadden wurden hingerichtet. Da ich verreist war, entging ich diesem Schicksal.
Nach dem Ende der Zeit des Nationalsozialismus hatte Isa Gruner für fünf Jahre die Leitung des Flüchtlingskinderheims im Landjugendheim Finkenkrug, das ihr von Anna von Gierke testamentarisch überlassen wurde, inne.
Im März, April und Mai 1948 war Isa Gruner auf Einladung der American Friends Service Committee, Philadelphia in den USA, um an der International Conference of Social Work at Atlantic City teilzunehmen und die dortige Soziale Arbeit kennenzulernen. In diesem Zusammenhang besuchte sie auch die in die USA emigrierte Begründerin weiblicher Sozialarbeit Alice Salomon. Beide Frauen erinnerten sich an die kleine Dorfkirche in Berlin-Dahlem, wo, wie Isa Gruner berichtete, „wir in der großen Notzeit der Bekennenden Kirche so oft zusammen Pfarrer Hildebrandt gehört hatten. Wir erinnerten uns sehr deutlich dieser Stunden, die damals so viel Kraft verliehen“.

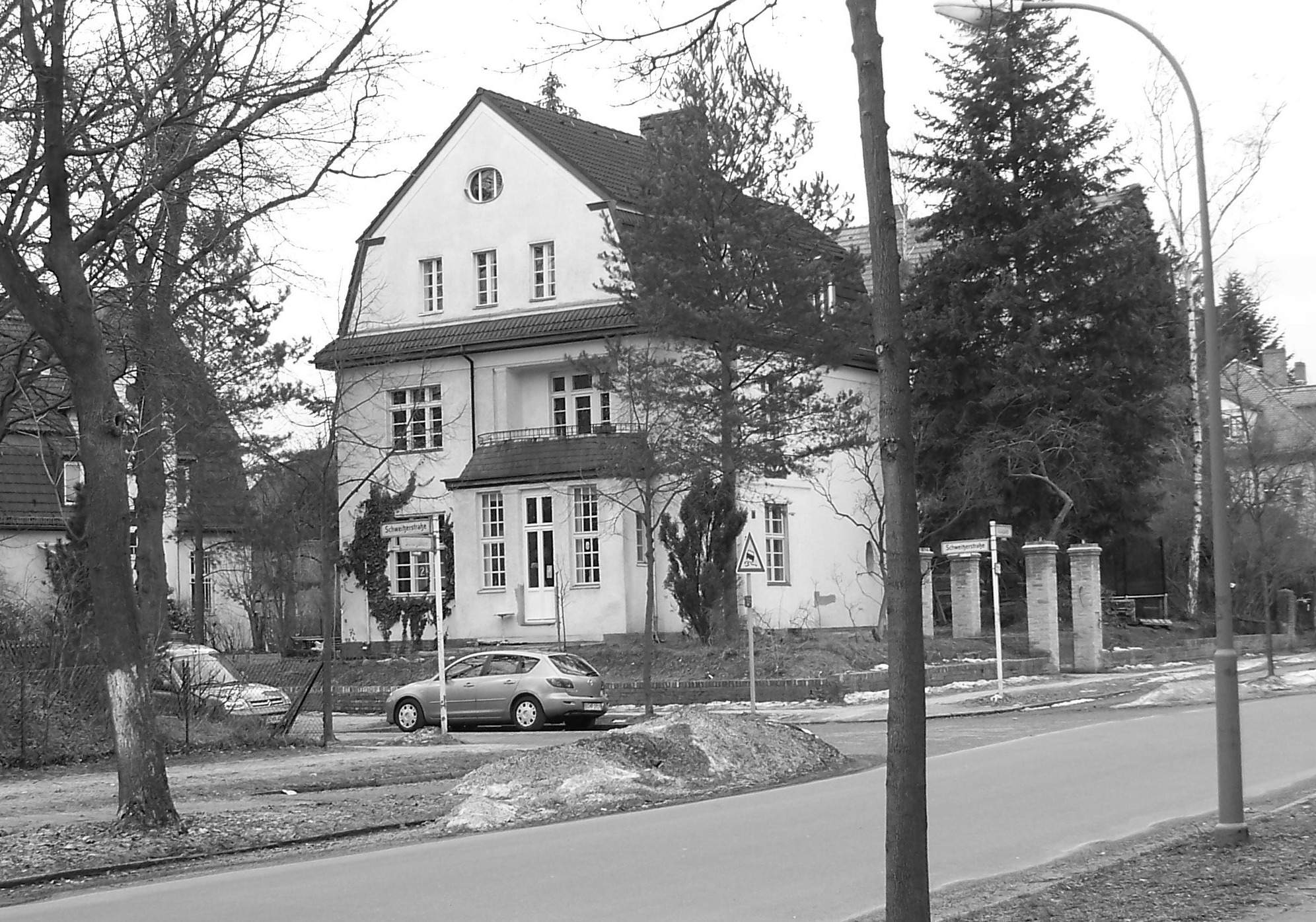
Gruners Kinderheim in Berlin-Zehlendorf

Oktober 1950 verließ Isa Gruner das Landjugendheim Finkenkrug, da die kommunistische Verwaltung der Gemeinde und des Kreises Nauen ihre unpolitische und christliche Einstellung nicht dulden wollten. Mit über 10 Kindern des Landjugendheimes fand sie Unterkunft in einer Villa in Berlin-Zehlendorf, Schweitzerstraße 24. In dem Kinderheim, das aufgrund von Spenden und Zuschüssen von Elly Heuss-Knapp und Marie Elisabeth Lüders sowie amerikanischen Freunden errichtet und unterhalten werden konnte, betreute sie 18 Kinder aus meist zerrütteten Familienverhältnissen.
1956 gründete Isa Gruner einen alkoholfreien Mittagstisch im Nachbarschaftsheim Mittelhof, Berlin-Zehlendorf. Im Alter von 64 Jahren wechselte sie an das Albert Schweitzer Kinderdorf, wo sie noch bis Anfang der 1970er Jahre in führender Position tätig war.
Neben ihrer Berufstätigkeit war Isa Gruner u. a. noch Mitglied des Deutschen Berufsverbandes für Sozialarbeiter, Mitglied des Deutschen Paritätischen Wohlfahrtsverbands, Mitbegründerin und Förderin des Berliner Frauenvereins 1945 e. V., Vorsitzende des Kuratoriums der Agnes- und Martha-Bluhm-Stiftung, Kuratoriumsmitglied des Albert-Schweitzer-Kinderdorfs, Berlin-Gatow, des Pestalozzi-Fröbel-Hauses sowie des Viktoria-Studienhauses e.V, Berlin-Charlottenburg.
Isa Gruner wurde auf den Friedhof Wilmersdorf beigesetzt.

## Auszeichnungen
- 1973: Verdienstmedaille des Verdienstkreuzes der Bundesrepublik Deutschland

## Publikationen (Auswahl)
- Pädagogik hinterm Ladentisch, Berlin 1934
- Mütter, laßt Eure Kinder spielen!, Berlin 1935
- Was muß die Spielwarenverkäuferin von der Qualität des Spielzeugs wissen, in: Kind Familie Staat. Thüringer Blätter für Volkspflege, 1935/H. 4, S. 31–32.
- Der Einzelne und sein Schicksal. Kindernot, Berlin/Hannover 1950
- Kinderhäuser in Berlin-Gatow?, in: Kinderland 1962 (Sonderausgabe)
- Anna von Gierke zum Gedächtnis, in: Nachrichten aus der Sozialen Arbeit 1949 (Sonderdruck)
- Feierstunde zum 90. Geburtstag von Anna von Gierke, in: Blätter des Pestalozzi-Fröbel-Verbandes 1964/H. 3, S. 68–74.